# Enger Bruch
Das Enger Bruch ist ein Naturschutzgebiet mit einer Größe von 55 ha in der zum Kreis Herford gehörenden Stadt Enger. Es wird mit der Nummer HF-001 geführt.
Es wird durchflossen vom in Enger „Bolldammbach“ genannten Brandbach und hat eine Größe von 55 Hektar, von denen rund die Hälfte im Landesbesitz sind. Das Niederungsgebiet und seine Grünflächen werden häufig großflächig überflutet. Die schützenswerte Flora bezieht sich auf die anzutreffenden Großseggenriede, Feldgehölze, Fettwiesen und -weiden, Kleingewässer, Hochstaudenfluren, Gräben, Röhrichtzonen und Heckenbereiche. Die Grünlandbereiche bieten zahlreichen Wiesen- und Watvögeln, Amphibien, Libellen und Schmetterlingen einen wertvollen Lebensraum. Das Bruch hat für die Vogelwelt des Ravensberger Landes eine herausragende Bedeutung.